# Сан-Педро-де-Картаго
Сан-Педро-де-Картаго (исп. San Pedro de Cartago) — город и муниципалитет на юго-западе Колумбии, на территории департамента Нариньо. Входит в состав провинции Хуанамбу.

## История
Поселение, из которого позднее вырос город, было основано в 1635 году. Муниципалитет Сан-Педро-де-Картаго был выделен в отдельную административную единицу в 1954 году.

## Географическое положение

Муниципалитет Сан-Педро-де-Картаго

Город расположен в восточной части департамента, в горной местности Центральной Кордильеры, на расстоянии приблизительно 38 километров к северо-востоку от города Пасто, административного центра департамента. Абсолютная высота — 2074 метра над уровнем моря.
Муниципалитет Сан-Педро-де-Картаго граничит на севере и северо-западе с территорией муниципалитета Ла-Уньон, на северо-востоке — с муниципалитетом Белен, на востоке — с муниципалитетом Сан-Бернардо, на юго-востоке — с муниципалитетом Сан-Хосе-де-Альбан, на юге и юго-западе — с муниципалитетом Арболеда, на западе — с муниципалитетом Сан-Лоренсо. Площадь муниципалитета составляет 59,64 км².

## Население
По данным Национального административного департамента статистики Колумбии, совокупная численность населения города и муниципалитета в 2024 году составляла 7167 человека.
Динамика численности населения муниципалитета по годам:
| 2005 | 2010 | 2015 | 2020 | 2021 | 2022 | 2023 | 2024 |
| ---- | ---- | ---- | ---- | ---- | ---- | ---- | ---- |
| 7051 | 7306 | 7539 | 6975 | 7024 | 7069 | 7100 | 7167 |

Согласно данным переписи 2005 года мужчины составляли 51,5 % от населения Сан-Педро-де-Картаго, женщины — соответственно 48,5 %. В расовом отношении всё население города составляли белые и метисы.
Уровень грамотности среди всего населения составлял 87,2 %.

## Экономика
72,5 % от общего числа городских и муниципальных предприятий составляют предприятия торговой сферы, 22,5 % — предприятия сферы обслуживания, 2,5 % — промышленные предприятия, 2,5 % — предприятия иных отраслей экономики.

## Транспорт
Через город проходит национальное шоссе № 25 (исп. Ruta Nacional 25).